# Dusina (Chorwacja)
Dusina – wieś w Chorwacji, w żupanii splicko-dalmatyńskiej, w mieście Vrgorac. W 2011 roku liczyła 494 mieszkańców.